# Glycera pilicae
Glycera pilicae är en ringmaskart som beskrevs av Szaniawski 1974. Glycera pilicae ingår i släktet Glycera och familjen Glyceridae. Inga underarter finns listade i Catalogue of Life.